# 南昌地铁4号线
南昌地铁4号线（官方文件正式名称：南昌市轨道交通4号线）是南昌一条运营中的轨道交通线路，该线路规划从白马山站至鱼尾洲站，全长39.6公里，设29座车站。于2021年12月26日通车运营。

## 简介
4号线代表色为南昌轨道绿■
| 工期 | 区间           | 长度(公里) | 车站总数 | 配属车辆   | 车辆基地                       | 动工日期       | 启用日期       |
| ---- | -------------- | ---------- | -------- | ---------- | ------------------------------ | -------------- | -------------- |
| 一期 | 白马山－鱼尾洲 | 39.6       | 29       | 46列/276辆 | 望城车辆段、高新停车场 (4号线) | 2017年12月28日 | 2021年12月26日 |

## 车辆
2021年4月15日首列车入库望城车辆段。

## 车站
| 南昌地铁4号线车站列表 | 南昌地铁4号线车站列表 | 南昌地铁4号线车站列表 | 南昌地铁4号线车站列表 | 南昌地铁4号线车站列表 | 南昌地铁4号线车站列表 | 南昌地铁4号线车站列表 | 南昌地铁4号线车站列表 | 南昌地铁4号线车站列表 | 南昌地铁4号线车站列表 |
| 工期                  | 车站名称              | 里程 （km）           | 站距 （km）           | 车站 类型             | 站台 类型             | 换乘线路              | 所在地区              | 实际管辖              | 启用日期              |
| --------------------- | --------------------- | --------------------- | --------------------- | --------------------- | --------------------- | --------------------- | --------------------- | --------------------- | --------------------- |
| 一期                  | 白马山                |                       |                       | 高架                  | 岛式                  | 不適用                | 新建区/红谷滩区       | 新建区                | 2021年12月26日        |
| 一期                  | 裕丰街                |                       |                       | 高架                  | 岛式                  | 不適用                | 红谷滩区              | 新建区                | 2021年12月26日        |
| 一期                  | 璜溪                  |                       |                       | 高架                  | 岛式                  | 不適用                | 红谷滩区              | 新建区/红谷滩区       | 2021年12月26日        |
| 一期                  | 中堡                  |                       |                       | 高架                  | 岛式                  | 不適用                | 红谷滩区              | 红谷滩区              | 2021年12月26日        |
| 一期                  | 礼庄山                |                       |                       | 地下                  | 岛式                  | 不適用                | 红谷滩区              | 红谷滩区              | 2021年12月26日        |
| 一期                  | 西站南广场            |                       |                       | 地下                  | 岛式                  | █ 2号线               | 红谷滩区              | 红谷滩区              | 2021年12月26日        |
| 一期                  | 怀玉山大道            |                       |                       | 地下                  | 岛式                  | 不適用                | 红谷滩区              | 红谷滩区              | 2021年12月26日        |
| 一期                  | 安丰                  |                       |                       | 地下                  | 岛式                  | 不適用                | 红谷滩区              | 红谷滩区              | 2021年12月26日        |
| 一期                  | 东新                  |                       |                       | 地下                  | 岛式                  | 不適用                | 南昌县                | 南昌县                | 2021年12月26日        |
| 一期                  | 新洪城大市场          |                       |                       | 地下                  | 岛式                  | 不適用                | 南昌县                | 南昌县                | 2021年12月26日        |
| 一期                  | 丁家洲                |                       |                       | 地下                  | 岛式                  | 不適用                | 西湖区                | 西湖区                | 2021年12月26日        |
| 一期                  | 观洲                  |                       |                       | 地下                  | 岛式                  | 不適用                | 西湖区                | 西湖区                | 2021年12月26日        |
| 一期                  | 云天路                |                       |                       | 地下                  | 岛式                  | █ 5号线（规划中）     | 西湖区                | 西湖区                | 2021年12月26日        |
| 一期                  | 灌婴路                |                       |                       | 地下                  | 岛式                  | 不適用                | 西湖区                | 西湖区                | 2021年12月26日        |
| 一期                  | 南昌大桥东            |                       |                       | 地下                  | 岛式                  | 不適用                | 西湖区                | 西湖区                | 2021年12月26日        |
| 一期                  | 桃苑                  |                       |                       | 地下                  | 岛式                  | 不適用                | 西湖区                | 西湖区                | 2021年12月26日        |
| 一期                  | 绳金塔                |                       |                       | 地下                  | 岛式                  | █ 3号线               | 西湖区                | 西湖区                | 2021年12月26日        |
| 一期                  | 坛子口                |                       |                       | 地下                  | 岛式                  | 不適用                | 西湖区                | 西湖区                | 2021年12月26日        |
| 一期                  | 丁公路南              |                       |                       | 地下                  | 岛式                  | █ 2号线               | 西湖区                | 西湖区                | 2021年12月26日        |
| 一期                  | 丁公路北              |                       |                       | 地下                  | 岛式                  | █ 1号线               | 东湖区/西湖区         | 东湖区/西湖区         | 2021年12月26日        |
| 一期                  | 人民公园              |                       |                       | 地下                  | 岛式                  | 不適用                | 东湖区                | 东湖区                | 2021年12月26日        |
| 一期                  | 上沙沟                |                       |                       | 地下                  | 岛式                  | █ 3号线               | 东湖区                | 东湖区                | 2021年12月26日        |
| 一期                  | 起凤路                |                       |                       | 地下                  | 岛式                  | 不適用                | 东湖区                | 东湖区                | 2021年12月26日        |
| 一期                  | 七里                  |                       |                       | 地下                  | 岛式                  | 不適用                | 东湖区                | 东湖区                | 2021年12月26日        |
| 一期                  | 民园路西              |                       |                       | 地下                  | 岛式                  | 不適用                | 青山湖区              | 青山湖区              | 2021年12月26日        |
| 一期                  | 火炬                  |                       |                       | 地下                  | 岛式                  | █ 5号线（规划中）     | 青山湖区              | 青山湖区/高新区       | 2021年12月26日        |
| 一期                  | 北沥                  |                       |                       | 地下                  | 岛式                  | 不適用                | 青山湖区              | 高新区                | 2021年12月26日        |
| 一期                  | 科技城                |                       |                       | 地下                  | 岛式                  | 不適用                | 青山湖区              | 高新区                | 2021年12月26日        |
| 一期                  | 鱼尾洲                |                       |                       | 地下                  | 岛式                  | 不適用                | 青山湖区              | 高新区                | 2021年12月26日        |

## 历史
- 2008年9月15日开始公示5条线路的规划中包括4号线[6][7][8]。
- 2009年7月29日确认4号线作为远期规划将根据实际情况而建设[9]。
- 2013年1月30日公示《南昌市城市快速轨道交通线网规划调整》中2号线规划了新的南延计划，原西延并入本线[10]。
- 2013年4月市政府表示将4号线的建设计划提前[11][12]。
- 2013年5月底政府规划第二轮地铁建设的三个方案，三个方案都将建设4号线[13][14][15]。
- 2013年6月1日待审批的《南昌市城市快速轨道交通建设规划（2014-2020）》中明确了4号线一期的走向，西站到望城段也将纳入一期计划中，计划最快于2015年9月进入土建阶段，于2019年12月通车[16]。
- 2013年8月15日最新的规划确定4号线一期工程调整长度由35.2公里缩短为32.5公里，但起讫站点未变动[17]。
- 2014年1月23日3、4号线优化调整规划批前公示，3号线和4号线进行较大调整，4号线在洪城路以北被分成三段做不同变动，原洪城路站以西段向北移动到桃苑大街、站前西路，4号线不经过洪城路站而改从绳金塔站与3号线换乘，彭家桥站、洪都中大道站等一段被取消，位于火炬大道部分成为3号线的一部分；在绳金塔站换乘后改为在京九铁路西侧往北在丁公路南站与2号线换乘，在丁公路北站与1号线换乘，在二七北路站与3号线换乘后承接原3号线北段[18][19]。
- 2014年1月26日的2014-2020建设规划显示4号线将设年限从2015年到2020年[20]。
- 2014年3月21日公布的“南昌市城市快速轨道交通建设规划（2014-2020）环评”显示4号线详细走向[21]。。
- 2014年11月18日前期地质勘测招标，一期工程相比之前增加了艾溪湖、昌东大道两站[22][23]。
- 2015年1月16日《南昌轨道交通4号线一期工程可研报告编制和设计总体总包管理项目招标公告》确认南侧望城站～学院南路站西端区间为高架，共31站，3km线路敷设方式待定，结合之前的资料财经分校到京东大道区间改为地下，而上一次新曾两站线路敷设方式待定[24]。
- 2015年6月3日《南昌市轨道交通4号线一期工程环境影响评价第一次公示》[25][26]
- 2016年3月29日《南昌市轨道交通4号线一期工程环境影响评价第二次公示》[27][28]
- 2016年6月8日南昌市轨道交通4号线一期工程拟受理情况的公示[29]
- 2016年6月20日南昌市轨道交通4号线一期工程的批前公示[30]
- 2016年6月23日南昌市轨道交通4号线一期工程环境影响报告书拟批准公示[31]
- 2016年7月5日江西省环境保护厅关于南昌市轨道交通4号线一期工程环境影响报告书的批复[32][33]。
- 2016年11月17日江西省发展和改革委员会正式批复了南昌轨道交通4号线一期工程初步设计[34]。
- 2016年12月6日龙岗大道站（今怀玉山大道站）-洪城路站（今南昌大桥东站）共9站《建设用地规划许可证》公示。[35][36][37][38][39][40][41][42][43][44][45][46][47]
- 2017年3月8日14个站点《建设用地规划许可证》公示。[48][49]
- 2017年8月18日4号线获225亿元贷款[50]。
- 2017年10月26日4个站点《建设用地规划许可证》公示。[51][52]
- 2017年11月21日轨道4号线及棚户区改造所涉道路红线调整[53][54][55][56][57]
- 2017年12月28日南昌市轨道交通4号线正式开工建设[58][59]。
- 2018年6月21日南昌市轨道交通4号线坛子口站施工时发现六朝古墓群[60]。
- 2018年12月29日报道称受于拆迁问题的丁公路北站终于动工[61]；论坛网友分析可能是更换的设计将车站移至北京西路南侧[62]。
- 2019年6月20日《建设用地规划许可证》公示确定4号线丁公路北站车站位置。[63][64][65]
- 2021年4月29日洞通[66]，6月29日轨通[67]，8月3日通电[68]，15日开始三个月的空载试运行[69]。
- 2021年11月18日南昌市交通运输局公布了《南昌市轨道交通4号线公交配套实施方案》的公示[70][71][72][73]
- 2021年12月26日通车运营[2]。

## 附属设施

### 风井
4号线一期工程共设有2个中间风井，均位于安丰站-东新站区间，区间全长3055米。
赣江东岸1个，赣江西岸1个。

### 信号系统
4号线一期使用的是上海电气泰雷兹Seltrac™ CBTC系统，车地无线通信采用华为LTE-M方案。

### 电梯
4号线一期工程上海三菱是项目唯一电、扶梯供应商，提供了310台Series HE公共交通型自动扶梯及58台ELENESSA电梯。

### 屏蔽门
一期全线车站均将安装屏蔽门，品牌为方大智源科技。

## 未来发展
2008年在最初的规划中4号线计划东起艾溪湖西侧的火炬大街，西至南昌西站，规划长度为23km；当时还计划过江前在在生米大桥东南处延伸出一条支线继续南行到小兰工业区西侧，这条支线计划在后续规划中不在出现。
- 4号线目前的规划以及2号线交给的望城延伸段均被纳入一期工程中，尚无延长计划。